# Vignacourt
 Vignacourt  es una población y comuna francesa, en la región de Picardía, departamento de Somme, en el distrito de Amiens y cantón de Picquigny.

## Demografía
| 1594 | 1828 | 2007 | 2369 | 2294 | 2183 |
| Para los censos de 1962 a 1999 la población legal corresponde a la población sin duplicidades (Fuente: INSEE [Consultar]) |      |      |      |      |      |